# Glasbene vilice
Glasbene vilice so jeklena priprava v obliki črke Y in služijo kot pripomoček pri uglaševanju glasbil in pri dajanju pevske intonacije.
Ob mehanskem vzburjenju (udarcu) se praviloma tresejo s frekvenco tona a1. Glede na različne sodobne uglasitve tona a1 so trenutno na tržišču vilce z uglasitvijo na 440, 441, 442, 443 in 444 Hz. Ko so vilice v stanju nihanja, jih s spodnjim delom postavimo na leseno podlago (klavir, miza, ipd.), na katero se prenašajo tresljaji in deluje kot dodaten resonator; glasbene vilice šele takrat dobro zaslišimo.
Kar nekaj podjetij ima v svojem logotipu glasbene vilice, mednje spadata Yamaha, japonsko podjetje, znano predvsem po glasbilih in motociklih, ter Bugari Armando, italijanski proizvajalec harmonik.
- Glasbene vilice s frekvenco 659 Hz (ton e2)
- Glasbene vilice na nemški poštni znamki
- Logotip japonskega podjetja Yamaha